# Alcis pseudoconversaria
Alcis pseudoconversaria là một loài bướm đêm trong họ Geometridae.